# Мина Кешвар Камаль
Мина Кешвар Камаль (пушту مينا کشور کمال‎, широко известна как Мина; 27 февраля 1956 — 4 февраля 1987) — афганская феминистка, борец за права женщин и основательница Революционной ассоциации женщин Афганистана, была убита в 1987 году.

## Биография
В 1977 году, будучи студенткой Кабульского университета, основала Революционную ассоциацию женщин Афганистана (RAWA), задачами которой были борьба за равенство и право женщин на образование, а заявленной целью — «дать голос угнетённым и обезмолвленным женщинам Афганистана». В 1979 году проводила кампанию против правительства Афганистана, по её мнению марионеточного, управляемого из СССР. В 1981 году выпустила двуязычный феминистический журнал «Голос женщины». Также основала Watan Schools для помощи детям-беженцам и их матерям, оказания медицинской помощи и обучения практическим навыкам.
В конце 1981 года по приглашению французского правительства Мина представляла афганское сопротивленческое движение на съезде Социалистической партии Франции. Советская делегация, возглавляемая Борисом Пономарёвым, покинула зал, когда участники воодушевленно приветствовали Мину, поднявшую руку в победном жесте.
13 ноября 2006 журнал «Time» в специальном выпуске включил Мину в список «60 азиатских героев», написав: «Хотя ей было всего 30, когда она умерла, Мина успела посеять семена афганского движения за женские права, основанного на силе знаний».
Афганские женщины подобны спящим львам, когда проснутся, они смогут сыграть замечательную роль в любом социальном перевороте.Мина Кешвар Камаль

## Смерть
Была убита в Кветте (Пакистан) 4 февраля 1987 года. Мнения о личности убийц разнятся, однако по предположениям СМИ, это были агенты ХАД, афганской спецслужбы, либо лидера фундаменталистов-моджахедов Гульбеддина Хекматияра.
Камаль была замужем за Фаизом Ахмадом, лидером маоистской Организации освобождения Афганистана, который также был убит агентами Хекматияра 12 ноября 1986. У них было трое детей, местонахождение которых на сегодняшний день неизвестно.